# Olympus Guardian
Olympus Guardian (올림포스 가디언) è una serie televisiva animata sudcoreana basata su "I miti greci e romani nei fumetti" (per un totale di 20 volumi) pubblicata da Gana Publishing Co., una casa editrice specializzata in fumetti. Dall'11 dicembre 2002 al 30 luglio 2003, è stato trasformato in un film d'animazione da SBS, SBS Productions, SBSi, Gana Entertainment e Dongwoo Animation ed è andato in onda su SBS. Racconta la storia di Ji-woo e Ji-yeon che ascoltano la mitologia greca e romana dal padre, che lavora come pittori.
Nel 2005 è stata proiettata la versione cinematografica del film d'animazione "Olympus Guardian: Gigantes Contrattacco". RH Korea ha rilasciato la sua collezione completa di Olympus Guardian (per un totale di 70 volumi) basata sul cartone animato tramite Random Kids, un marchio specializzato per bambini.

## Trama
Ji-woo e Ji-yeon entrano nello studio del padre, che lavora come pittore, e diventano curiosi quando scoprono un libro di mitologia greco-romana su una scrivania. Ji-woo e Ji-yeon ascoltano la storia della mitologia greco-romana dal padre e l'animazione inizia con le storie degli dei dell'Olimpo.
Crono teme che i suoi figli vengano privati del loro status e li ingoia non appena nascono. Tuttavia, la moglie di Crono, Rea, non voleva che il suo figlio più giovane, Zeus, fosse rubato dal marito crudele, Crono, quindi ingoia segretamente pietre e Zeus il bambino scappa in un luogo sicuro per la cameriera.
Col passare del tempo, Zeus diventa adulto e ascolta la storia della sua nascita dallo spirito dell'albero, Dryad. Ciò ha portato Zeus a trovare un'erba che induce il vomito per salvare i suoi fratelli e sorelle che Crono ha ingoiato e va al Tempio dell'Olimpo coperto di tenebre.
Zeus, che si recò al Tempio dell'Olimpo, si rivolse a sua madre, Rea, per chiedere aiuto. Rhea nutre Crono con erbe che inducono il vomito. Con l'aiuto di Rea, i fratelli e le sorelle di Zeus, fuggiti dal corpo di Crono, sconfissero Crono e salvarono il Tempio dell'Olimpo.

## Personaggi e doppiatori

### Dodici dei dell'Olimpo
Zeus (doppiatore: Hong Si-ho (episodio 1-14, 16-39), Jang Gwang (episodio 15)): Il dio supremo con uno stile per vivere sulla forma e morire per la forma. Usa tutte le posture che vantano un angolo d'oro in modo da poter usare la posa perfetta sempre e ovunque con la fotocamera accesa. La postura da sola è abbastanza carismatica da sopraffare altri dei, ma può sempre crollare una volta. L'azione è agile ed è caratterizzata dalla tensione e dalla postura tesa che puoi sentire da un personaggio del gioco o da un maestro di kung fu. Il primo movimento dell'azione mostra sempre un movimento forte-debole-debole.
Era (doppiatore: Kang Hee-sun): La dea suprema che regna sempre suprema con un ambiente che guarda dall'alto in basso le persone. Ha un corpo e una postura che non sono disturbati dalla tensione, ha uno sguardo acuto e una sensazione che penetra nel flirt di Zeus. Quando i suoi occhi lampeggiano di veleno, il rapporto tra il bianco degli occhi e le pupille diventa 7:3. Protegge la sua famiglia come la dea del matrimonio. Per coloro che apprezzano la sua famiglia, si sente ancora più morbida e sacra.
Poseidone (doppiatore: Ahn Jong-duk (episodio 1, 2), Kim Kwan-jin (episodio 3-6, 10, 32-39) e Shin Sung-ho (episodio 7, 13-25)): Il dio del mare con una risata vivace, un forte potere, pensieri semplici e un corpo spesso da montagna. Ottiene la massima potenza con il minor numero di movimenti. Ha solo un potere casuale, la sua testa è semplice e può essere coperto dalle onde che ha creato. Tuttavia, non si muove e i suoi occhi sono spalancati. Agisce non appena crede "è così!", Ma le sue orecchie sono sottili ed è scosso da questa parola. Al contrario, quando la testa si complica, provoca immediatamente un'onda di mulino a vento (Poseidon è una tecnica che fa ondeggiare onde vorticose facendo oscillare il tridente in una forma circolare come un compasso, con Poseidone come asse).
Ade (doppiatore: Kim Seung-tae (episodio 1), Hong Seung-sup (episodio 2-5), Gu Ja-hyung (episodio 22) e Kim Woo-jeong (episodio 35)): Il dio degli inferi, caratterizzato da una faccia da poker che non sa cosa sta pensando. Sottomette la folla con i suoi occhi cupi, le labbra ben chiuse, un corpo spalancato e una voce forte. Ha un carisma oscuro che è l'esatto opposto di Zeus, ma ha anche una sensibilità per divertirsi a recitare poesie. Gli piace prendere il sole alla luce del sole che arriva attraverso le fessure del buio palazzo sotterraneo. Il modo in cui confessa il suo amore con i suoi occhi cupi è il più sexy tra gli dei maschili.
Apollo (doppiatore: Uhm Tae-kuk (episodio 2), Son Won-il (episodio 3-7, 10-14, 17-39), Kim Seung-joon (episodio 8) e Yoon Bok-sung (episodio 15)): Il dio della musica, della profezia e del sole. Tra i dodici dei dell'Olimpo, è il più bello e bello, ed è un dio meraviglioso che è assolutamente sostenuto dalla maggior parte delle donne. Porta una lira, le piace suonare e tira bene l'arco. Si sbatte i capelli dorati con un botto in testa e le ragazze tendono a innamorarsi dei denti scintillanti tra le sue labbra sorridenti. Con un ambiente radioso come l'immagine del sole, è piena di fiducia e vitalità e parla piacevolmente. Parla e agisce mantenendo la via della moderazione, ma quando qualcuno gli va contro o danneggia la sua autostima, si infuria e fa sempre casino intorno a lui. In particolare, quando qualcuno tocca la propria autostima, le azioni parlano più delle parole, come se si fosse sotto ipnosi, e talvolta si pentono di aver commesso un'azione del genere.
Artemide (doppiatore: Kim Hye-mi (episodio 2) e Woo Jung-shin (episodio 26-39)): La dea della caccia e della luna. È piena di salute e agilità, quindi non tende a stare ferma per lunghi periodi di tempo in un posto. Pensa e prende decisioni rapidamente e agisce rapidamente. È pura e testarda, ma è pronta ad ammettere quando ha torto. È una donna irascibile che piange e la picchia quando è arrabbiata, ma è la più femminile tra le dee.
Atena (doppiatore: Cha Myung-hwa (episodio 2-7, 11-17, 39), Woo Jung-shin (episodio 10) e Lee Mi-ja (episodio 32-35)): La dea della saggezza e della guerra invincibili. Di solito è reticente, ma è una dea della fiducia e della presenza, abbastanza da rendere gli altri dei nervosi e concentrati con ogni parola che dice. Parla sempre dell'essenza e dell'essenziale, e anche quando scherza, di solito è di umore serio. Ha una piccola gamma di espressioni facciali e ha un ambiente difficile, quindi ha molte fan donne. Una volta che si arrabbia, distrugge ciò che la circonda.
Hermes (doppiatore: Kim Young-sun): Il dio dei viaggiatori, dei pastori, dei mercanti e dei ladri. È caratterizzato da un sorriso malizioso che ti fa sentire vari trucchi che girano nella sua testa. Tra i dodici dei dell'Olimpo, è la divinità più veloce e indaffarata che può fare più lavoro. È una persona affiatata, sempre educata e rispettosa degli altri dei. È così socievole che piacerà a chiunque veda Hermes e parla con dignità divina agli umani.
Afrodite (doppiatore: Choi Duk-hee (episodio 4-8, 10), Kim Jeong-ju (episodio 9) e Ji Mi-ae (episodio 22-39)): La dea dell'amore e della bellezza. Il suo corpo perfetto di 34-24-36, la pelle bianca scultorea e i ricchi capelli biondi sono i suoi punti di forza. Di solito abbassa silenziosamente gli occhi a metà e vanta una bellezza elegante. È una dea che tiene sempre gli occhi delle persone, soprattutto degli uomini, e una volta che raddrizza gli occhi, tutti gli uomini trasmettono i suoi occhi affascinanti. Ha sia eleganza che bellezza sensuale, e tutte le sue azioni ed espressioni sono sciolte. Parla lentamente, applaude e affascina. Quando si arrabbia, si agita i capelli e il suo sguardo sembra freddo, e si trasforma in un ambiente freddo e freddo.
Efesto (doppiatore: Kim Kwan-jin): Il dio del fabbro che fa sempre le cose nel suo studio. È il più noioso e il più brutto dei dodici dei dell'Olimpo. È zoppo e ha mal di schiena e articolazioni del ginocchio perché lavora stando seduto. Tuttavia, tende a concentrarsi sul far ridere le persone. Ha un'ottima manualità ed è meticoloso e perfetto nel produrre risultati, quindi ha un buon cervello.
Ares (doppiatore: Hong Seung-sup (episodio 3, 4), Jung Seung-wook (episodio 17) e Ahn Jong-deok (episodio 23)): Il dio della guerra che è sempre armato e vaga per il campo di battaglia. Vive sul campo di battaglia, quindi la sua armatura è sempre sporca. Si rifiuta di avvicinarsi ad altri dei a causa dei suoi capelli arruffati e degli occhi da bestia. Sembra pronto a combattere, dato che ha sempre una personalità contorta con il suo corpo in avanti. Dà forza alle sue parole e parla chiaro, ma il contenuto è sempre semplice, e "Combattiamo!" e "Liberiamocene!" sono i punti principali della conversazione. Arrossisce davanti ad Afrodite, ma fa la stessa cosa, solo la sua faccia arrossisce. Quando la sua rabbia raggiunge la fine della sua testa, non riesce a parlare e schiaffeggia, dicendo: "Oh, no!".
Demetra (doppiatore: Lee Mi-ja): La dea della terra e del grano. Ha una sensazione calda dal corpo e dal viso. Ha sempre un sorriso gentile e gentile, ma è timida e spesso porta allo scoraggiamento. Quando la tristezza diventa troppo frenetica, si libera un forte antagonismo che prosciuga tutto intorno. A causa dei suoi occhi pazzi, dove può vedere solo una cosa che vuole, tutti intorno a lei vengono intimiditi e non possono nemmeno avvicinarsi a lei. È anche nervosa quando Demetra è arrabbiata con altri dei, ma è l'unica che si arrabbia davvero quando viene riconosciuta come arrabbiata.

### Narratore
Padre di Ji-woo e Ji-yeon (doppiatore: Lee Bong-jun): È un pittore sulla quarantina e ha un viso premuroso e sorridente. Ji-woo e Ji-yeon sono bambini che apprezzano, ma cercano di correggere le liti familiari, rubando e mentendo. È un padre spaventoso quando è arrabbiato, ma è anche un padre debole che ha il cuore spezzato in un luogo oscuro quando è arrabbiato.
Ji-woo (doppiatore: Lee Mi-ja): Un ragazzo della quinta elementare che ha un cervello veloce e molta giocosità. Ha un forte senso di scetticismo, ma scende a compromessi realisticamente di fronte al pericolo che deve affrontare. Ma quando qualcun altro si trova in una situazione di ingiustizia, cerca di dare una mano. Non è molto bravo negli sport, ma è anche il tipo di persona che si muove con forza che non avrebbe se avesse una causa. Ha un po' di esibizionismo, quindi si definisce un genio, ma in realtà si allena quando non c'è nessuno. Rimprovera spesso sua sorella minore, Ji-yeon, ma in realtà lo fa per sua sorella, quindi a volte fa cose commoventi. Nei momenti di crisi ha anche dignità e responsabilità, poiché agisce per proteggere la sorella minore.
Ji-yeon (doppiatore: Woo Jung-shin): Una ragazza carina e adorabile della seconda elementare. Il suo recente interesse è l'amore ed è molto preoccupata per il suo aspetto. Porta sempre uno specchio e lo chiama "Mirror Princess". È così veloce nel sognare ad occhi aperti che spesso è stordita. Ha un temperamento quando qualcun altro ha una pettinatura più carina di lei o ha una cosa carina, e odia quando gli altri la imitano, quindi la butta via quando indossa gli stessi vestiti. È così attaccata e orgogliosa delle cose che ha comprato una volta. Quando vede qualcosa di disgustoso come un insetto, urla, ma quando vede un mostro spaventoso, non ha il senso della realtà ed è piuttosto noiosa.

## Episodi
Le date tra parentesi indicano la data in cui l'episodio è stato trasmesso per la prima volta.
- Episodio 1: Dei dell'Olimpo (올림포스의 신들, Data di messa in onda: 11 dicembre 2002)
- Episodio 2: Il fuoco di Prometeo (프로메테우스의 불, Data di messa in onda: 12 dicembre 2002)
- Episodio 3: Il vaso di Pandora (판도라의 상자, Data di messa in onda: 18 dicembre 2002)
- Episodio 4: Amore e Anima - Parte I (사랑과 영혼 1부, Data di messa in onda: 25 dicembre 2002)
- Episodio 5: Amore e Anima - Parte II (사랑과 영혼 2부, Data di messa in onda: 26 dicembre 2002)
- Episodio 6: Chi è la dea più bella? (가장 아름다운 여신은?, Data di messa in onda: 2 gennaio 2003)
- Episodio 7: Atena e Arachne (아테나와 아라크네, Data di messa in onda: 8 gennaio 2003)
- Episodio 8: Storia di Hermes (헤르메스 이야기, Data di messa in onda: 9 gennaio 2003)
- Episodio 9: Storia dell'Atalanta (아탈란테 이야기, Data di messa in onda: 15 gennaio 2003)
- Episodio 10: Daphne si è trasformata in un alloro (월계수가 된 다프네, Data di messa in onda: 16 gennaio 2003)
- Episodio 11: Baucis e Filemone (바우키스와 필레몬, Data di messa in onda: 22 gennaio 2003)
- Episodio 12: Bellerofonte e Pegaso (벨레로폰과 페가수스, Data di messa in onda: 23 gennaio 2003)
- Episodio 13: Le avventure di Perseo - Parte I (페르세우스의 모험 1부, Data di messa in onda: 29 gennaio 2003)
- Episodio 14: Le avventure di Perseo - Parte II (페르세우스의 모험 2부, Data di messa in onda: 30 gennaio 2003)
- Episodio 15: Ali di Icaro (이카로스의 날개, Data di messa in onda: 5 febbraio 2003)
- Episodio 16: Zeus e Io (제우스와 이오, Data di messa in onda: 6 febbraio 2003)
- Episodio 17: Cadmo e il drago di Ares (카드모스와 아레스의 용, Data di messa in onda: 12 febbraio 2003)
- Episodio 18: Eco e Narciso (에코와 나르키소스, Data di messa in onda: 19 febbraio 2003)
- Episodio 19: Mida, Mano d'Oro (황금의 손 미다스, Data di messa in onda: 26 febbraio 2003)
- Episodio 20: Frisso ed Helle (프릭소스와 헬레, Data di messa in onda: 5 marzo 2003)
- Episodio 21: Orfeo ed Euridice (오르페우스와 에우리디케, Data di messa in onda: 12 marzo 2003)
- Episodio 22: Amore per l'Ade (하이데스의 사랑, Data di messa in onda: 19 marzo 2003)
- Episodio 23: La nascita di Ercole (영웅 헤라클레스의 탄생, Data di messa in onda: 26 marzo 2003)
- Episodio 24: Le dodici fatiche di Ercole (영웅 헤라클레스의 12가지 과업, Data di messa in onda: 2 aprile 2003)
- Episodio 25: Resurrezione di Ercole (영웅 헤라클레스의 부활, Data di messa in onda: 9 aprile 2003)
- Episodio 26: Amore di Artemide (아르테미스의 사랑, Data di messa in onda: 23 aprile 2003)
- Episodio 27: Argonauti - 50 Heroes (아르고 원정대 50인의 영웅, Data di messa in onda: 30 aprile 2003)
- Episodio 28: Argonauti - Alla ricerca della pecora d'oro (아르고 원정대 황금 양털을 찾아서, Data di messa in onda: 7 maggio 2003)
- Episodio 29: Teseo e Minotauro (테세우스와 미노타우로스, Data di messa in onda: 14 maggio 2003)
- Episodio 30: Il carro d'oro di Paeton (파에톤의 황금마차, Data di messa in onda: 21 maggio 2003)
- Episodio 31: Le avventure di Ulisse - Parte I (오딧세우스의 모험 1부, Data di messa in onda: 28 maggio 2003)
- Episodio 32: Le avventure di Ulisse - Parte II (오딧세우스의 모험 2부, Data di messa in onda: 4 giugno 2003)
- Episodio 33: Le avventure di Ulisse - Parte III (오딧세우스의 모험 3부, Data di messa in onda: 11 giugno 2003)
- Episodio 34: La storia di Achille (아킬레우스 이야기, Data di messa in onda: 18 giugno 2003)
- Episodio 35: Cavallo di Troia (트로이 목마, Data di messa in onda: 2 luglio 2003)
- Episodio 36: Eos e Tithonus (에오스와 티토노스, Data di messa in onda: 9 luglio 2003)
- Episodio 37: Una storia non detta - Fiori (못다한 이야기 - 꽃, Data di messa in onda: 16 luglio 2003)
- Episodio 38: Una storia non detta - Mostro (못다한 이야기 - 괴수, Data di messa in onda: 23 luglio 2003)
- Episodio 39: Una storia non detta - Costellazione (못다한 이야기 - 별자리, Data di messa in onda: 30 luglio 2003)

## Personaggi teatrali e doppiatori
- Tritone: Oh Seung-yoon
- Cardia: Woo Jung-shin
- Eurimedonte: Lee Jung-goo
- Erma: Jung Mi-sook
- Zeus: Jang Gwang
- Era: Kang Hee-sole
- Atena: Yoon So-ra
- Ade: Seol Young-bum
- Poseidone: Hong Sung-hun
- Anfitrite: Yoon Sung-hye
- Artemide: Bae Jung-mi
- Apollo: figlio di Won-il
- Ares: Lee Chul-yong
- Hermes: Kim Young Sun
- Demetra: Lee Ja-myung
- Sid: Lee Ja-myung
- Sigillo di pelliccia: Lee Jung-hyun
- La madre di Cardia: Lee Han-na
- Giganti: Lee Dong-hyun, Ra Young-won, Kim Jun